# 奧茲格·亞茲
奧茲格·亞茲（土耳其語：Özge Yağız，1997年9月26日—），為土耳其女演員及模特兒。2018年以電視劇《命愛》出道，隔年因主演電視劇《我們的承諾》而廣受歡迎，並獲得古澤爾選擇獎（Güzel Choice Awards）最佳女主角提名。

## 早期生活
Özge於1997年9月26日出生於土耳其伊斯坦堡。畢業於巴斯肯特大學傳播科學學院。除了演藝以外，還有營養師的職業。

## 演藝經歷
Özge透過試鏡得到了她的第一部戲劇演出機會，並在2018年的《命愛》中首度亮相。2019年，她在Kanal 7播出的電視劇《我們的承諾》中主演“Reyhan”，並於第二季退出。之後在Star TV播出的電視劇《我的另一面》中主演"Serra"。2021年，她在Show TV播出的愛情喜劇《我們之一》中主演"Havva"一角。2022年，在Show TV播出的電視劇《一家之父》中主演“Büşra”。2023年，主演ATV播出的《藍寶石》。

## 作品列表

### 電視劇
| 首播年份 | 戲名           | 戲名   | 播放平台 | 角色            | 備註 |
| 首播年份 | 譯名           | 原文名 | 播放平台 | 角色            | 備註 |
| 2018年   | 《命愛》       |        | TV8      | Zeliha          | 配角 |
| 2019年   | 《我們的承諾》 |        | Kanal 7  | Reyhan Tarhun   | 主演 |
| 2020年   | 《我的另一面》 |        | Star TV  | Serra Yıldırım  | 主演 |
| 2021年   | 《我們之一》   |        | Show TV  | Havva Aladağ    | 主演 |
| 2022年   | 《一家之父》   |        | Show TV  | Büşra Saruhanlı | 配角 |
| 2023年   | 《藍寶石》     |        | ATV      | Feraye Yılmaz   | 主演 |

### 網路劇
| 首播年份 | 戲名                 | 戲名   | 播放平台 | 角色  | 備註     |
| 首播年份 | 譯名                 | 原文名 | 播放平台 | 角色  | 備註     |
| 2022年   | 《錘子與玫瑰第二季》 |        | BluTV    | Seher | 特別出演 |
| 待公布   | 未知                 |        |          |       | 主演     |

### 電影
| 上映年份 | 電影名稱 | 電影名稱 | 角色  | 備註 |
| 上映年份 | 譯名     | 原文名   | 角色  | 備註 |
| 待公布   | 未知     |          | Dilek | 主演 |

### 雜誌拍攝
註：以下資料整理自奧茲格·亞茲的Instagram官方帳戶。
| 雜誌名稱            | 國家地區 | 年份   | 期數             | 合作藝人          | 備註         |
| female              | 土耳其   | 2020年 | 1月號            | 不適用            | 封面人物     |
| TV Satelit Magazine | 羅馬尼亞 | 2020年 | 7月31日至8月13日 | 古克貝克·德米爾奇 | 封面人物     |
| Gardırop Magazin    | 土耳其   | 2021年 | 3月號            | 不適用            | 數位封面人物 |
| Women’s Shine       | 土耳其   | 2021年 | 8月號            | 不適用            | 封面人物     |
| Alem Dergisi        | 土耳其   | 2022年 | 2月號            | 不適用            | 封面人物     |
| MAG Dergi           | 土耳其   | 2022年 | 4月號            | 不適用            | 封面人物     |
| Elele Dergisi       | 土耳其   | 2022年 | 8月號            | 不適用            | 封面人物     |
| RE TOUCH mag        | 土耳其   | 2022年 | 10月號           | 不適用            | 封面人物     |
| ALL Magazine        | 土耳其   | 2022年 | 11月號           | 不適用            | 封面人物     |
| Formsante Dergisi   | 土耳其   | 2023年 | 4月號            | 不適用            | 封面人物     |
| Şamdan Plus         | 土耳其   | 2023年 | 6月號            | 不適用            | 封面人物     |

## 獎項與提名

### 主要獎項
| 年份   | 頒獎典禮                             | 獎項       | 入圍作品       | 結果 | 來源 |
| 2019年 | 古澤爾選擇獎 （Güzel Choice Awards） | 最佳女主角 | 《我們的承諾》 | 提名 |      |
| 2023年 | 第47屆金蝴蝶獎                       | 閃耀之星   | 《藍寶石》     | 獲獎 |      |

### 綜合獎項
| 年份   | 頒獎典禮                                                             | 獎項   | 入圍作品 | 結果 | 來源  |
| 2021年 | TC Candler The 100 Most Beautiful Faces of 2021 （2021全球百大美女） | 第46名 | 不適用   | 獲獎 | [ 7 ] |
| 2022年 | TC Candler The 100 Most Beautiful Faces of 2022 （2022全球百大美女） | 第43名 | 不適用   | 獲獎 | [ 8 ] |
| 2023年 | TC Candler The 100 Most Beautiful Faces of 2023 （2023全球百大美女） | 第78名 | 不適用   | 獲獎 | [ 9 ] |

## 外部連結
- 奧茲格·亞茲於Icon Talent Management Communication的簡介 （页面存档备份，存于）（土耳其文）
- 奧茲格·亞茲的Instagram帳戶（土耳其文）
- 奧茲格·亞茲的Facebook專頁（土耳其文）
- 奧茲格·亞茲的X（前Twitter）（土耳其文）